# Gmina Ogrodzieniec
Gmina Ogrodzieniec je městsko-vesnická gmina v okrese Zawiercie ve Slezském vojvodství v jižním Polsku. Správním střediskem je Ogrodzieniec.

## Geografie, geologie a příroda
Gmina se nachází na hranici geografických mezoregionů Wyżyna Częstochowska (Čenstochovská jura), která patří do vysočiny Wyżyna Krakowsko-Częstochowska (Krakovsko-čenstochovská jura) a Obniżenie Górnej Warty, která patří do vysočiny Wyżyna Woźnicko-Wieluńska. Východní a jižní část gminy leží v krajinném parku Park Krajobrazowy Orlich Gniazd. Podobně jako ostatní části Wyżyny Częstochowske se nalézá ve sprašových půdách (pozůstatku působení zaniklého ledovce v době ledové) a vápencových útvarech (zvětralých pozůstatků zaniklého pravěkého moře). Nejvyšším geografickým bodem gminy je Góra Zamkova (Janowskiego) 516 m n. m.

## Historie gminy
Největší historickou atrakcí gminy je hrad Ogrodzieniec ležící na historické obranné linii Orlí hnízda. V posledním období je významný turistický průmysl.

## Členění gminy
Kromě města Ogrodzieniec se ve gmině nachází vesnické obce (sołectwa) Fugasówka, Giebło, Gulzów, Kiełkowice, Mokrus, Podzamcze, Ryczów, Ryczów-Kolonia, Żelazko.

## Turistika, sport a volnočasové aktivity
Gmina Ogrodzieniec je turisticky, horolezecky, speleologicky a lyžařsky velmi atraktivním cílem. Známé jsou turistické trasy Szlak Warowni Jurajskich a Szlak Orlich Gniazd aj.

## Galerie

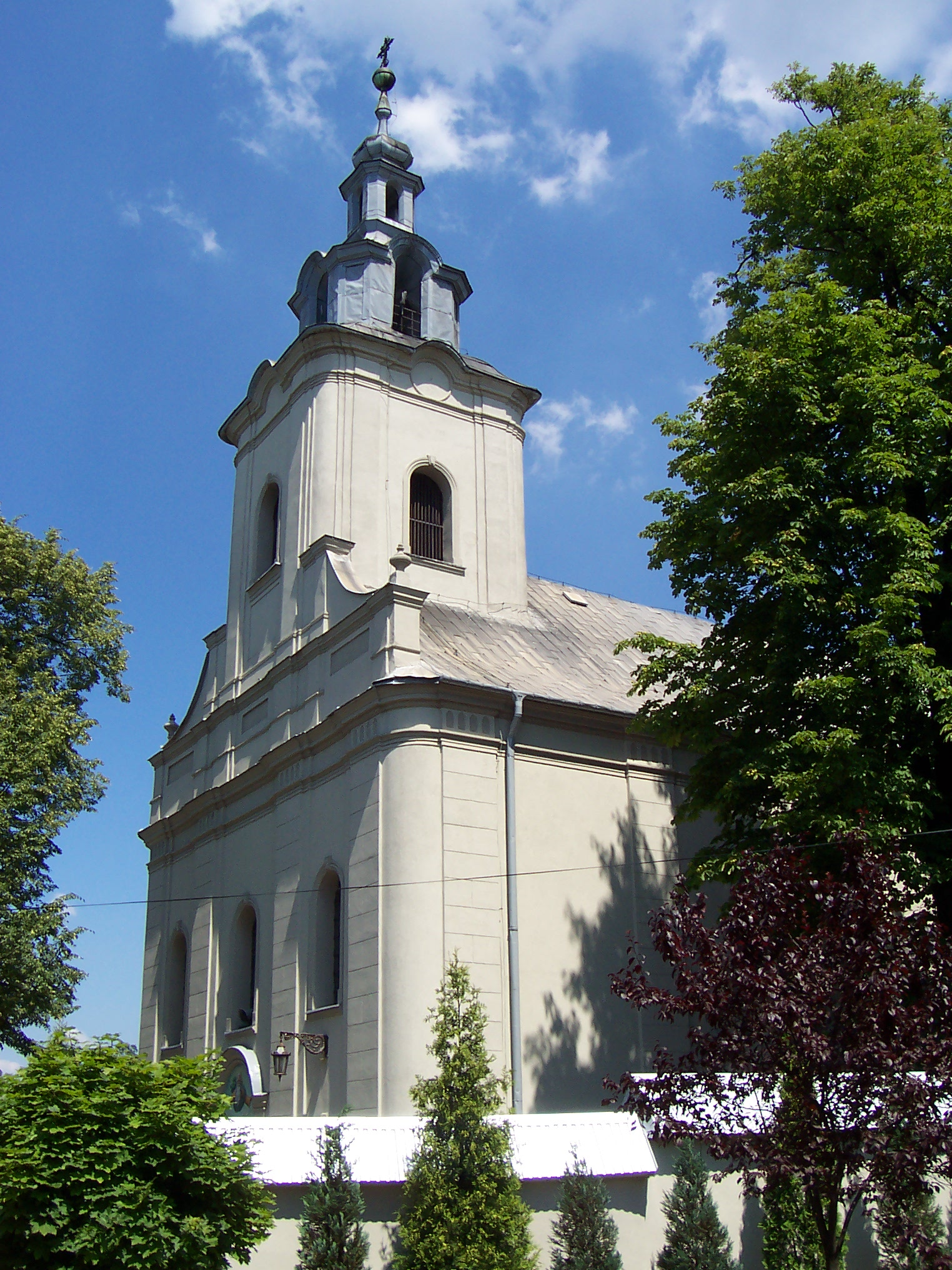